# Бенґт Пальмквіст
Бенґт Пальмквіст (швед. Bengt Palmquist, 4 квітня 1923 — 26 листопада 1995) — шведський яхтсмен і яхтсмен.
Олімпійський чемпіон 1956 року в класі Дракон, учасник 1960, 1968 років.
Чемпіон світу 1975 року в класі Дракон.